# Apfelbach (Johanniskirchen)
Apfelbach ist ein Ortsteil der Gemeinde Johanniskirchen im niederbayerischen Landkreis Rottal-Inn.

## Lage
Die Anwesen des Dorfes liegen verstreut, ca. 1,4 km westlich des Kernortes Johanniskirchen an der Kreisstraße PAN 39 und am Apfelbach, einem linken Zufluss des Sulzbachs, der über den Vilskanal in die Vils entwässert.

## Sehenswürdigkeiten
In der Liste der Baudenkmäler in Johanniskirchen ist für Apfelbach ein Baudenkmal aufgeführt:
- Das nach Mitte des 19. Jahrhunderts errichtete Wohnstallhaus (Apfelbach 4) ist ein zweigeschossiger Satteldachbau mit Blockbau-Obergeschoss.